# Kolonia Bąkowiec
Kolonia Bąkowiec (do 14 lutego 2002 Kolonia-Bąkowiec) – część wsi Bąkowiec (do 14 lutego 2002 kolonia) w Polsce, położona w województwie mazowieckim, w powiecie kozienickim, w gminie Garbatka-Letnisko.